# 施紀賢內閣
施紀賢內閣（英語：Starmer ministry）是由工黨黨魁施紀賢所領導的英國政府，成立於2024年7月5日。
這屆內閣的女性內閣大臣比例將創歷史新高，高達50%，包括見證首位英國女性財相；此外，就讀公立學校的閣員比例亦是歷史新高。

## 背景
英國於2024年7月4日舉行大選，工黨擊敗執政14年的保守黨，並在下議院擁有176席多數優勢。前英國首相辛偉誠於隔日凌晨4時40分承認保守黨敗選，亦表示已經祝賀施紀賢成為下任首相。
2024年7月5日，施紀賢爵士正式獲英皇查理斯三世邀請籌組新一屆政府。同日，英國政府陸續公佈施紀賢首相所揀選的內閣大臣名單。同月6日，本屆內閣召開首次會議。

## 內閣名單
| 職務                                        | 大臣 | 任期                         |                    |
| ------------------------------------------- | ---- | ---------------------------- | ------------------ |
| 內閣大臣                                    |      |                              |                    |
| 首相 首席財政大臣 公務員事務部長 聯盟部長   |      | 施紀賢爵士 議員閣下，KCB，KC | 2024年7月5日至今   |
| 副首相 房屋社區及地方政府大臣               |      | 韋雅蘭 議員閣下              | 2024年7月5日至今   |
| 財政大臣 第二財政大臣                       |      | 李韻晴 議員閣下              | 2024年7月5日至今   |
| 內政大臣                                    |      | 顧綺慧 議員閣下              | 2024年7月5日至今   |
| 能源安全及淨零大臣                          |      | 文立彬 議員閣下              | 2024年7月5日至今   |
| 外交、聯邦及發展事務大臣                    |      | 林德偉 議員閣下，FRSA        | 2024年7月5日至今   |
| 蘭開斯特公爵領地事務大臣 府際關係部長       |      | 麥法德 議員閣下              | 2024年7月5日至今   |
| 司法大臣 大法官                             |      | 馬曼婷 議員閣下              | 2024年7月5日至今   |
| 衛生及社會關懷大臣                          |      | 施卓添 議員閣下              | 2024年7月5日至今   |
| 商業及貿易大臣 貿易局主席                   |      | 韋諾韜 議員閣下              | 2024年7月5日至今   |
| 就業及退休保障大臣                          |      | 簡麗詩 議員閣下              | 2024年7月5日至今   |
| 國防大臣                                    |      | 賀理安 議員閣下              | 2024年7月5日至今   |
| 運輸大臣                                    |      | 艾凱迪 議員閣下              | 2024年11月29日至今 |
| 科學創新及科技大臣                          |      | 靳秉德 議員閣下              | 2024年7月5日至今   |
| 北愛爾蘭事務大臣                            |      | 彭浩禮 議員閣下              | 2024年7月5日至今   |
| 蘇格蘭事務大臣                              |      | 麥彥安 議員閣下              | 2024年7月5日至今   |
| 教育大臣 婦女及平等事務部長                 |      | 方佩芝 議員閣下              | 2024年7月5日至今   |
| 文化傳媒及體育大臣                          |      | 藍麗珊 議員閣下              | 2024年7月5日至今   |
| 上議院領袖 掌璽大臣                         |      | 沈安琪女男爵 閣下，PC        | 2024年7月5日至今   |
| 下議院領袖 樞密院議長                       |      | 布樂詩 議員閣下              | 2024年7月5日至今   |
| 威爾斯事務大臣                              |      | 施頌雅 議員閣下              | 2024年7月5日至今   |
| 環境食物及鄉郊事務大臣                      |      | 李世勳 議員閣下，OBE         | 2024年7月5日至今   |
| 列席內閣會議的其他大臣                      |      |                              |                    |
| 英格蘭及威爾斯檢察總長 北愛爾蘭法律事務專員 |      | 何爾文 閣下，KC              | 2024年7月5日至今   |
| 下議院首席黨鞭 財政部國會秘書               |      | 簡柏邦爵士 議員閣下          | 2024年7月5日至今   |
| 財政部首席秘書                              |      | 鍾德麟 議員閣下              | 2024年7月5日至今   |
| 國際發展、拉丁美洲及加勒比事務國務大臣      |      | 達靈頓的查普曼女男爵 閣下    | 2025年2月28日至今  |
| 不管部部長                                  |      | 李雅怡 議員                  | 2024年12月2日至今  |

### 任內人事變動
| 職務                                    | 大臣 | 任期            |                             |
| --------------------------------------- | ---- | --------------- | --------------------------- |
| 運輸大臣                                |      | 賀樂怡 議員閣下 | 2024年7月5日至11月29日      |
| 發展事務國務大臣 婦女及平等事務國務大臣 |      | 杜迪詩 議員閣下 | 2024年7月5日至2025年2月28日 |

## 任內事件

### 2024年
- 7月5日，盧旺達庇護計劃正式被廢除[9]
- 7月16日，威爾斯首席部長紀偉敬（英语：Vaughan Gething）在政府危機（英语：2024 Welsh government crisis）中被黨內逼宮並引咎辭職[10][11]
- 7月17日，第4屆歐洲政治共同體峰會在英國牛津郡舉行[12]
- 7月23日，英皇致辭的下議院辯論期間，7名工黨國會議員因支持廢除「兩孩福利上限（英语：Benefit cap）」而違反黨紀，遭到凍結黨籍[13]
- 7月29日，修夫港發生一宗持刀襲擊事件[14]；其後在英格蘭及北愛爾蘭各地爆發大規模的極右翼及反移民騷亂[15]
- 7月29日，財政大臣李韻晴宣布政府會縮減冬季燃料補貼（英语：Winter Fuel Payment）的合資格範圍，變限於領取退休金津貼（英語：Pension Credit）的低收入退休人士[16]
- 9月2日，外交部宣布暫停向以色列，發放涉及違反國際法的350個武器出口許可證[17]
- 火車司機及初級醫生工會結束長達多年的罷工行動，各自接受政府的加薪方案[18][19]
- 多名內閣閣員捲入饋贈爭議（英语：2024 Labour Party freebies controversy），包括首相施紀賢夫婦未有申報禮品及款待[20]
- 10月3日，英國宣佈放棄查哥斯群島的主權，並將群島移交毛里裘斯[21]
- 構成國及區域理事會召開首次會議，旨在改善英國府際關係並加強權力下放安排[22]
- 10月20日，英國與德國簽署防衛協議，加強雙邊軍事及國防工業等領域合作[23]
- 10月30日，財政大臣李韻晴發表任內首份財政預算案
- 11月2日，栢丹娜當選為新任保守黨黨魁，成為英國首位非裔反對黨領袖及主流政黨領袖[24]

- 11月19日，過千名農民在倫敦發起示威，抗議政府提議增加對農業用地的遺產稅[25]
- 12月17日，就業及退休保障部拒絕為受退休金年齡改革影響的女性（英語：Women Against State Pension Inequality）提供賠償[26]

### 2025年
- 1月10日，候任美國政府效率部首長伊隆·馬斯克在X上發文指控首相施紀賢未有檢控兒童性誘拐幫派，繼而觸發保守黨及改革黨要求就兒童性侵犯的問題再次舉行全國性調查[27][28]
- 2月25日，鑒於美國總統唐納·川普冀望俄烏雙方達成停火協議，首相施紀賢宣布計劃英國最遲於2027年前，逐步將國防開支提升至國民生產總值的2.5%，並透過削減海外援助撥款以補足增幅部分[29]
- 3月18日，就業及退休保障大臣簡麗詩宣布一系列福利改革措施，包括收緊殘疾福利申領資格及提供就業支援，旨在協助增加勞動人口及至2030年削減500億鎊的福利開支[30]
- 4月12日，英國國會緊急通過《鋼鐵業（特別措施）法令》後，政府介入英國鋼鐵有限公司（英语：British Steel (2016–present)）運作以阻止斯肯索普鋼鐵廠（英语：Scunthorpe Steelworks）停運[31]。